# Élections générales espagnoles d'avril 2019 à Melilla
Les élections générales espagnoles d'avril 2019 (en espagnol : Elecciones generales de España de abril de 2019) se sont tenues le dimanche 28 avril 2019 afin d'élire les 350 députés et 208 des 266 sénateurs de la XIIIe législature des Cortes Generales. 1 député est élu à Melilla.

## Résultats
| Parti                  | Parti                                    | Voix   | %     | +/-   |  |
| ---------------------- | ---------------------------------------- | ------ | ----- | ----- |  |
|                        | Parti populaire (PP) (sortant)           | 8 087  | 23,96 | 25,90 |  |
|                        | Parti socialiste ouvrier espagnol (PSOE) | 6 989  | 20,70 | 4,39  |  |
|                        | Coalition pour Melilla (CpM)             | 6 857  | 20,31 | Nv.   |  |
|                        | Vox                                      | 5 807  | 17,20 | Nv.   |  |
|                        | Ciudadanos (Cs)                          | 4 351  | 12,89 | 0,53  |  |
|                        | Unidas Podemos (UP)                      | 1 292  | 3,83  | 6,00  |  |
|                        | Recortes Cero-Grupo Verde (RC-GV)        | 99     | 0,23  | 0,13  |  |
|                        | Pour un monde + juste (PUM+J)            | 39     | 0,12  | Abs.  |  |
|                        | Vote blanc                               | 237    | 0,70  | 0,29  |  |
|                        |                                          |        |       |       |  |
| Suffrages exprimés     | Suffrages exprimés                       | 33 758 | 99,06 |       |  |
| Votes nuls             | Votes nuls                               | 319    | 0,94  |       |  |
| Total                  | Total                                    | 34 077 | 100   | -     |  |
| Abstention             | Abstention                               | 25 156 | 42,47 |       |  |
| Inscrits/Participation | Inscrits/Participation                   | 59 233 | 57,53 |       |  |